# Saint-Éliph
Saint-Éliph est une commune française située dans le département d'Eure-et-Loir en région Centre-Val de Loire.

## Géographie

### Situation

Situation géographique
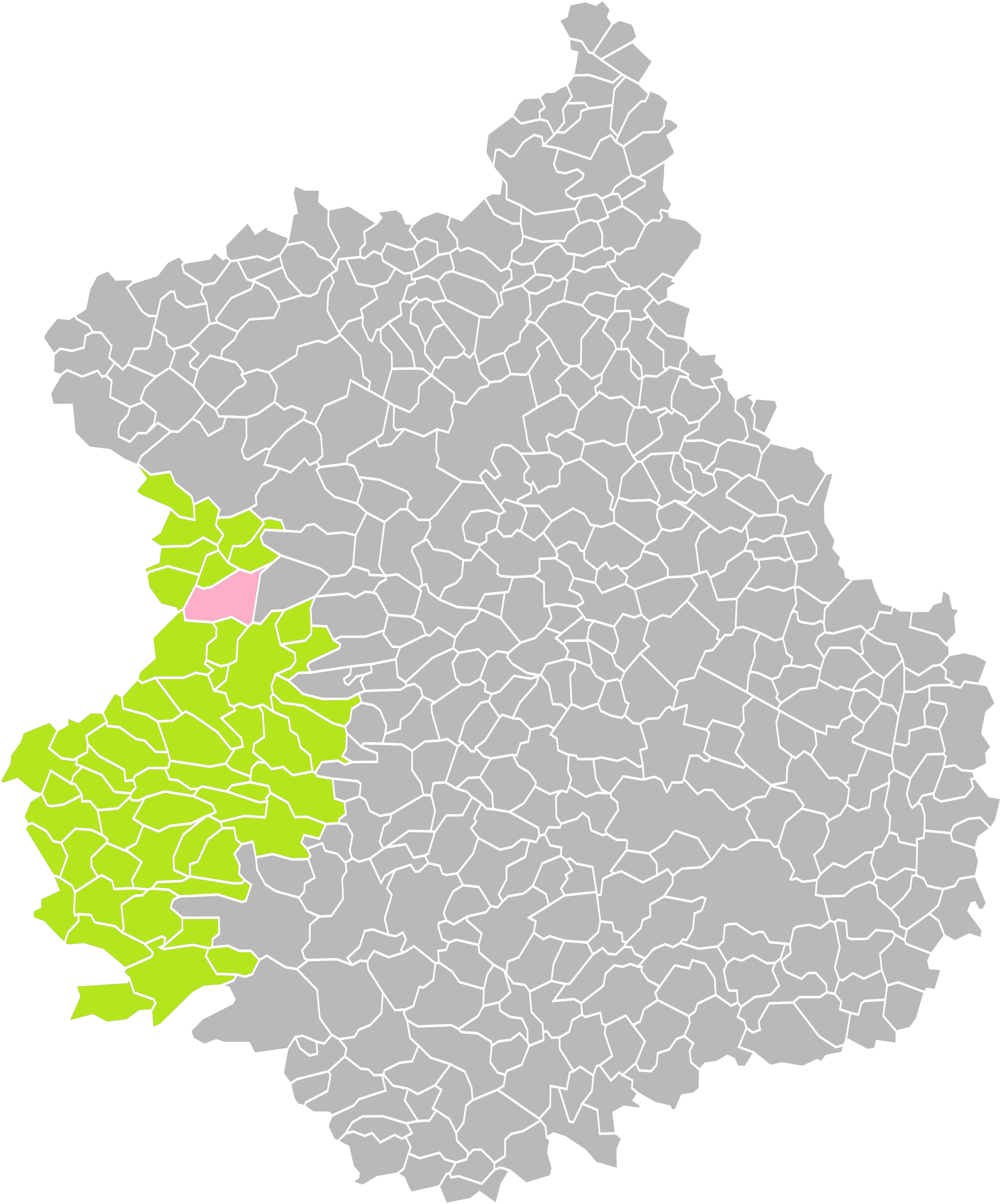
Saint-Éliph dans son arrondissement.
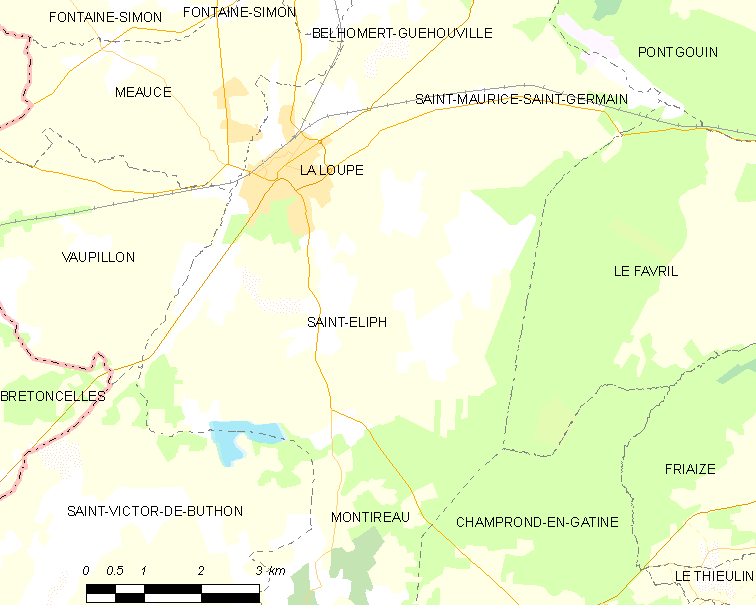
Carte de la commune de Saint-Éliph.

### Communes limitrophes
|                        | La Loupe    | Saint-Maurice-Saint-Germain |
| Vaupillon              | Saint-Éliph | Le Favril                   |
| Saint-Victor-de-Buthon | Montireau   | Champrond-en-Gâtine         |

### Climat
Pour des articles plus généraux, voir Climat du Centre-Val de Loire et Climat d'Eure-et-Loir.
En 2010, le climat de la commune est de type climat océanique dégradé des plaines du Centre et du Nord, selon une étude du CNRS s'appuyant sur une série de données couvrant la période 1971-2000. En 2020, Météo-France publie une typologie des climats de la France métropolitaine dans laquelle la commune est exposée à un climat océanique altéré et est dans une zone de transition entre les régions climatiques « Sud-ouest du bassin Parisien » et « Normandie (Cotentin, Orne) ». 
Pour la période 1971-2000, la température annuelle moyenne est de 10 °C, avec une amplitude thermique annuelle de 15,1 °C. Le cumul annuel moyen de précipitations est de 754 mm, avec 12,2 jours de précipitations en janvier et 8 jours en juillet. Pour la période 1991-2020, la température moyenne annuelle observée sur la station météorologique de Météo-France la plus proche, sur la commune de La Loupe à 3 km à vol d'oiseau, est de 11,0 °C et le cumul annuel moyen de précipitations est de 718,0 mm,. Pour l'avenir, les paramètres climatiques de la commune estimés pour 2050 selon différents scénarios d'émission de gaz à effet de serre sont consultables sur un site dédié publié par Météo-France en novembre 2022.

## Urbanisme

### Typologie
Au 1er janvier 2024, Saint-Éliph est catégorisée commune rurale à habitat dispersé, selon la nouvelle grille communale de densité à 7 niveaux définie par l'Insee en 2022.
Elle est située hors unité urbaine et hors attraction des villes,.

### Occupation des sols
L'occupation des sols de la commune, telle qu'elle ressort de la base de données européenne d’occupation biophysique des sols Corine Land Cover (CLC), est marquée par l'importance des territoires agricoles (83 % en 2018), une proportion identique à celle de 1990 (83 %). La répartition détaillée en 2018 est la suivante : 
terres arables (54,9 %), forêts (16,1 %), zones agricoles hétérogènes (14,7 %), prairies (13,4 %), eaux continentales (1 %). L'évolution de l’occupation des sols de la commune et de ses infrastructures peut être observée sur les différentes représentations cartographiques du territoire : la carte de Cassini (XVIIIe siècle), la carte d'état-major (1820-1866) et les cartes ou photos aériennes de l'IGN pour la période actuelle (1950 à aujourd'hui).

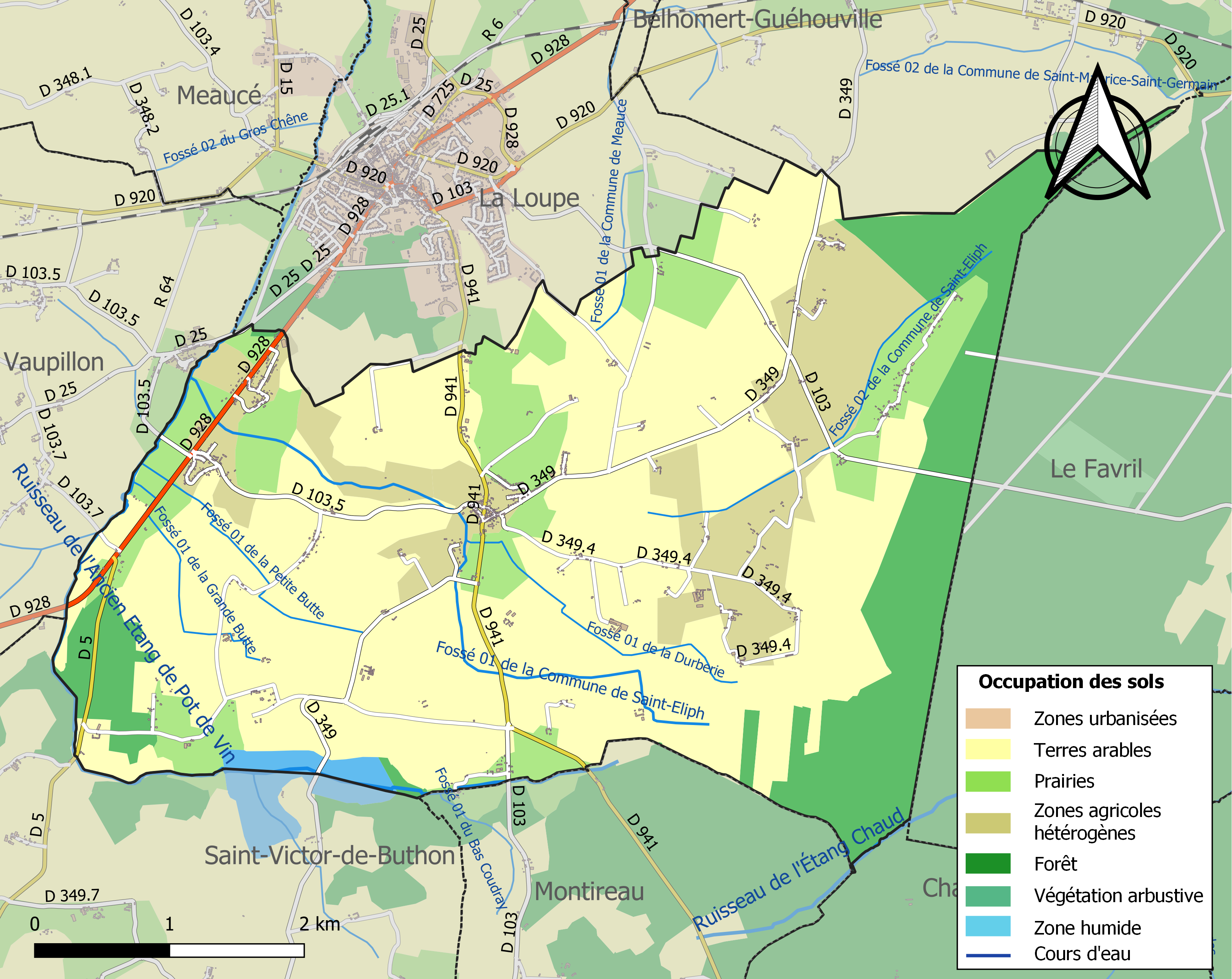
Carte des infrastructures et de l'occupation des sols de la commune en 2018 (CLC).

### Risques majeurs
Le territoire de la commune de Saint-Éliph est vulnérable à différents aléas naturels : météorologiques (tempête, orage, neige, grand froid, canicule ou sécheresse), inondations, mouvements de terrains et séisme (sismicité très faible). Il est également exposé à un risque technologique, le transport de matières dangereuses. Un site publié par le BRGM permet d'évaluer simplement et rapidement les risques d'un bien localisé soit par son adresse soit par le numéro de sa parcelle.

#### Risques naturels
Certaines parties du territoire communal sont susceptibles d’être affectées par le risque d’inondation par débordement de cours d'eau, notamment le ruisseau de l'Étang Chaud et le ruisseau de l'Ancien étang de Pot de Vin. La commune a été reconnue en état de catastrophe naturelle au titre des dommages causés par les inondations et coulées de boue survenues en 1984 et 1999,.

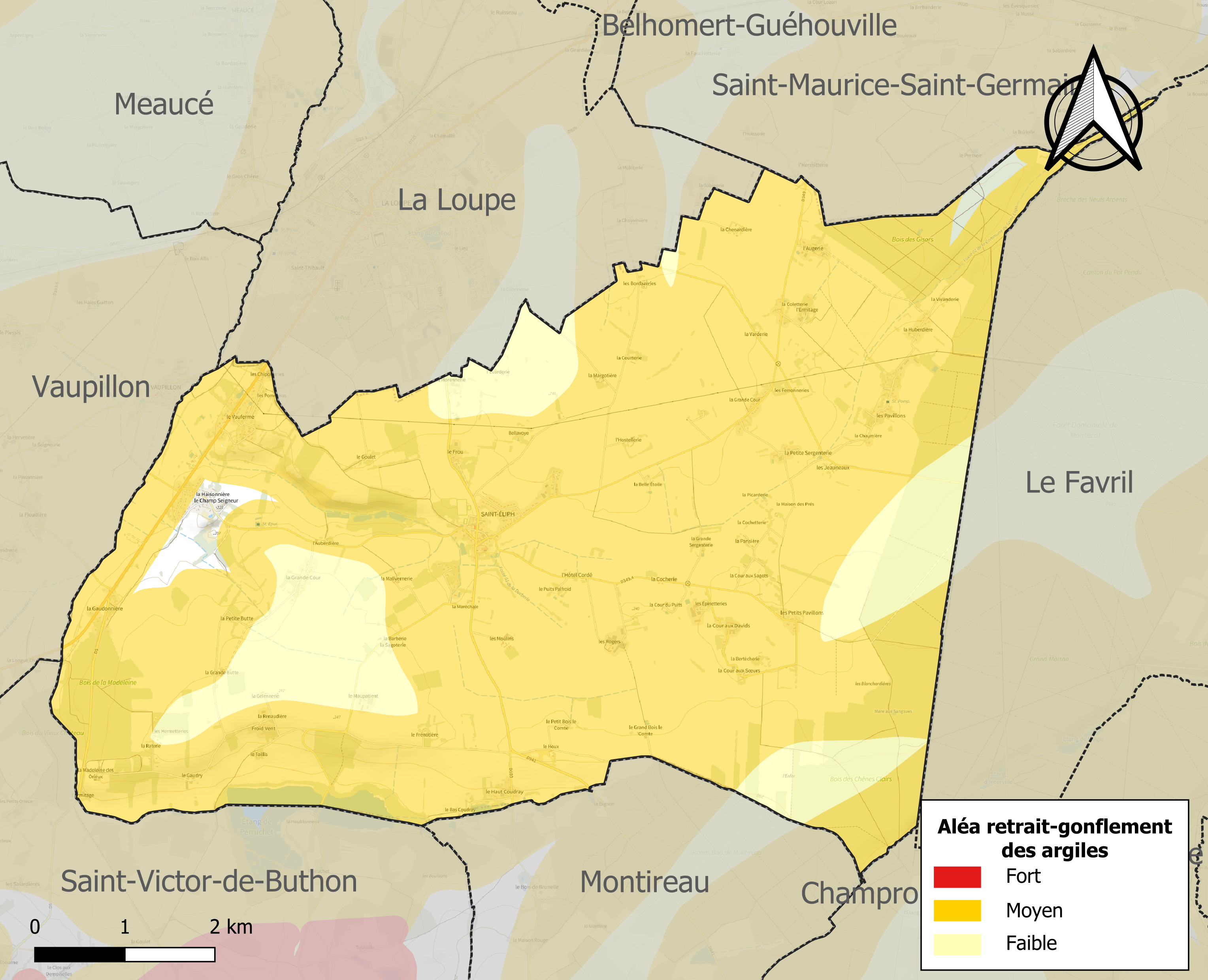
Carte des zones d'aléa retrait-gonflement des sols argileux de Saint-Éliph.

La commune est vulnérable au risque de mouvements de terrains constitué principalement du retrait-gonflement des sols argileux. Cet aléa est susceptible d'engendrer des dommages importants aux bâtiments en cas d’alternance de périodes de sécheresse et de pluie. 84,8 % de la superficie communale est en aléa moyen ou fort (52,8 % au niveau départemental et 48,5 % au niveau national). Sur les 476 bâtiments dénombrés sur la commune en 2019, 423 sont en aléa moyen ou fort, soit 89 %, à comparer aux 70 % au niveau départemental et 54 % au niveau national. Une cartographie de l'exposition du territoire national au retrait gonflement des sols argileux est disponible sur le site du BRGM,.
Concernant les mouvements de terrains, la commune a été reconnue en état de catastrophe naturelle au titre des dommages causés par la sécheresse en 1989, 2003, 2009 et 2020 et par des mouvements de terrain en 1999.

#### Risques technologiques
Le risque de transport de matières dangereuses sur la commune est lié à sa traversée par des infrastructures routières ou ferroviaires importantes ou la présence d'une canalisation de transport d'hydrocarbures. Un accident se produisant sur de telles infrastructures est en effet susceptible d’avoir des effets graves au bâti ou aux personnes jusqu’à 350 m, selon la nature du matériau transporté. Des dispositions d’urbanisme peuvent être préconisées en conséquence.

## Toponymie
Saint-Éliph est un hagiotoponyme dont le nom est issu d'un saint lorrain, Eliphius, plus connu sous le nom de saint Élophe, qui aurait été martyrisé au IVe siècle dans les Vosges et dont la présence dans le Perche reste assez mystérieuse. L'église de la commune voisine de Vaupillon lui était également dédiée.

## Politique et administration

### Liste des maires
| Période                                  | Période   | Identité           | Étiquette | Qualité                             |
| ---------------------------------------- | --------- | ------------------ | --------- | ----------------------------------- |
| mars 2001                                | mars 2014 | Jean-Pierre Boudet |           |                                     |
| mars 2014                                | En cours  | Christophe Barral, |           | Professeur, profession scientifique |
| Les données manquantes sont à compléter. |           |                    |           |                                     |

## Population et société

### Démographie
L'évolution du nombre d'habitants est connue à travers les recensements de la population effectués dans la commune depuis 1793. Pour les communes de moins de 10 000 habitants, une enquête de recensement portant sur toute la population est réalisée tous les cinq ans, les populations de référence des années intermédiaires étant quant à elles estimées par interpolation ou extrapolation. Pour la commune, le premier recensement exhaustif entrant dans le cadre du nouveau dispositif a été réalisé en 2007.

En 2022, la commune comptait 833 habitants, en évolution de −7,55 % par rapport à 2016 (Eure-et-Loir : −0,23 %, France hors Mayotte : +2,11 %).
| 1793 | 1800 | 1806 | 1821 | 1831 | 1836 | 1841 | 1846 | 1851 |
| ---- | ---- | ---- | ---- | ---- | ---- | ---- | ---- | ---- |
| 909  | 945  | 984  | 970  | 982  | 932  | 912  | 950  | 967  |

| 1856 | 1861 | 1866 | 1872 | 1876 | 1881 | 1886 | 1891 | 1896 |
| ---- | ---- | ---- | ---- | ---- | ---- | ---- | ---- | ---- |
| 931  | 921  | 908  | 921  | 871  | 800  | 814  | 800  | 777  |

| 1901 | 1906 | 1911 | 1921 | 1926 | 1931 | 1936 | 1946 | 1954 |
| ---- | ---- | ---- | ---- | ---- | ---- | ---- | ---- | ---- |
| 756  | 721  | 709  | 639  | 662  | 670  | 643  | 672  | 608  |

| 1962 | 1968 | 1975 | 1982 | 1990 | 1999 | 2006 | 2007 | 2012 |
| ---- | ---- | ---- | ---- | ---- | ---- | ---- | ---- | ---- |
| 539  | 543  | 641  | 656  | 738  | 755  | 800  | 806  | 920  |

| 2017 | 2022 | - | - | - | - | - | - | - |
| ---- | ---- | - | - | - | - | - | - | - |
| 875  | 833  | - | - | - | - | - | - | - |

## Culture locale et patrimoine

### Lieux et monuments

#### Église Saint-Éliph
L'église possède un beau retable en pierre du XVIIe siècle de facture lavalienne, signé et daté par Delahays, 1646. Il intègre trois sculptures anciennes : un « Trône de grâce », représentation de la Trinité dans laquelle Dieu le Père tient devant lui son Fils en croix, la colombe du Saint-Esprit planant au-dessus de sa tête ; une statue céphalophore du saint local, en stuc peint et doré, de même époque, mais de facture plus rustique ; un saint Sébastien de même matière, lui aussi de facture populaire. L'ensemble, avec son décor végétal exubérant, ses anges en adoration sur les rampants du fronton, est très caractéristique de la Contre-Réforme.
Le retable et ses statues ont été classés monuments historiques en 2000.

Église Saint-Éliph
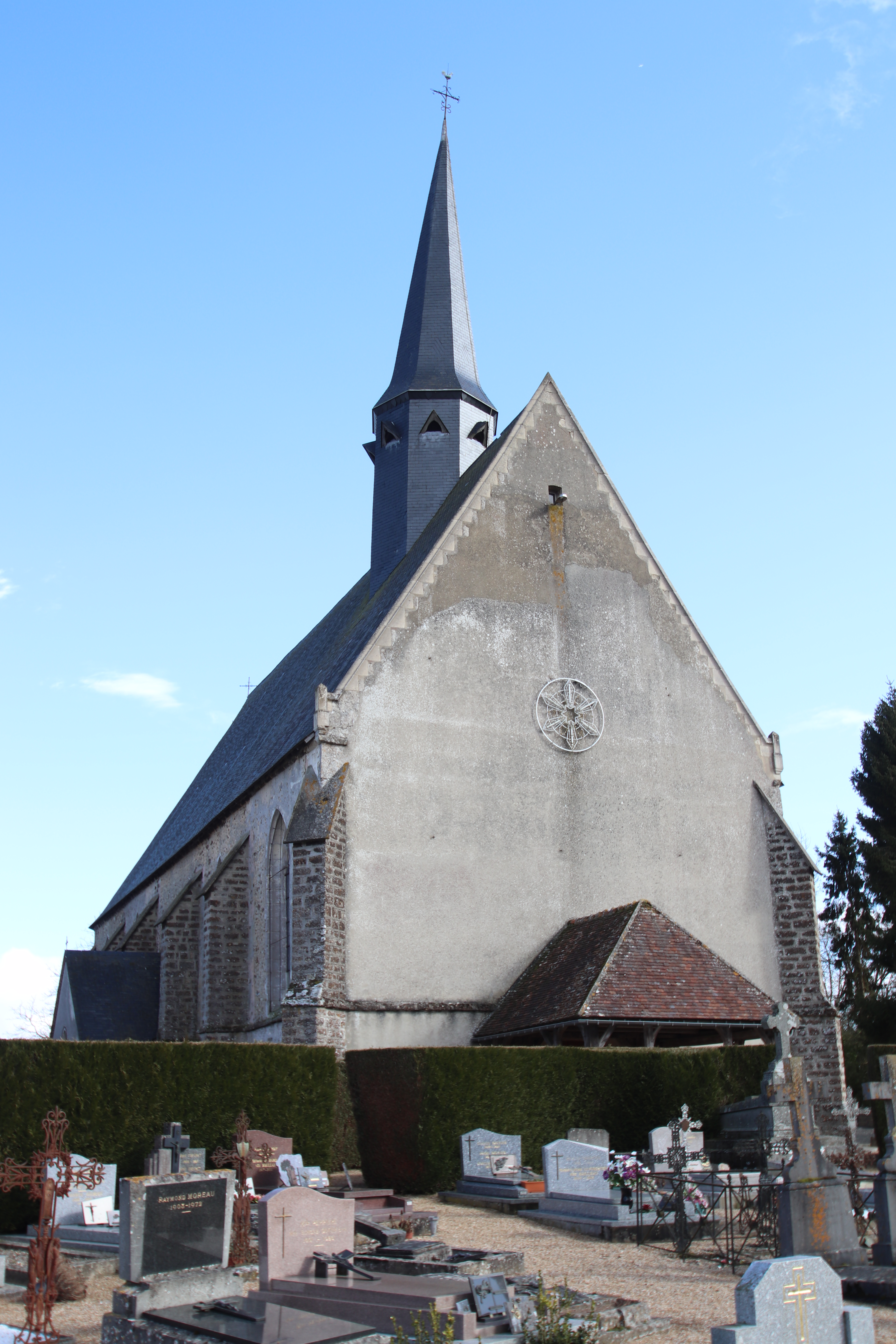
Façade ouest.
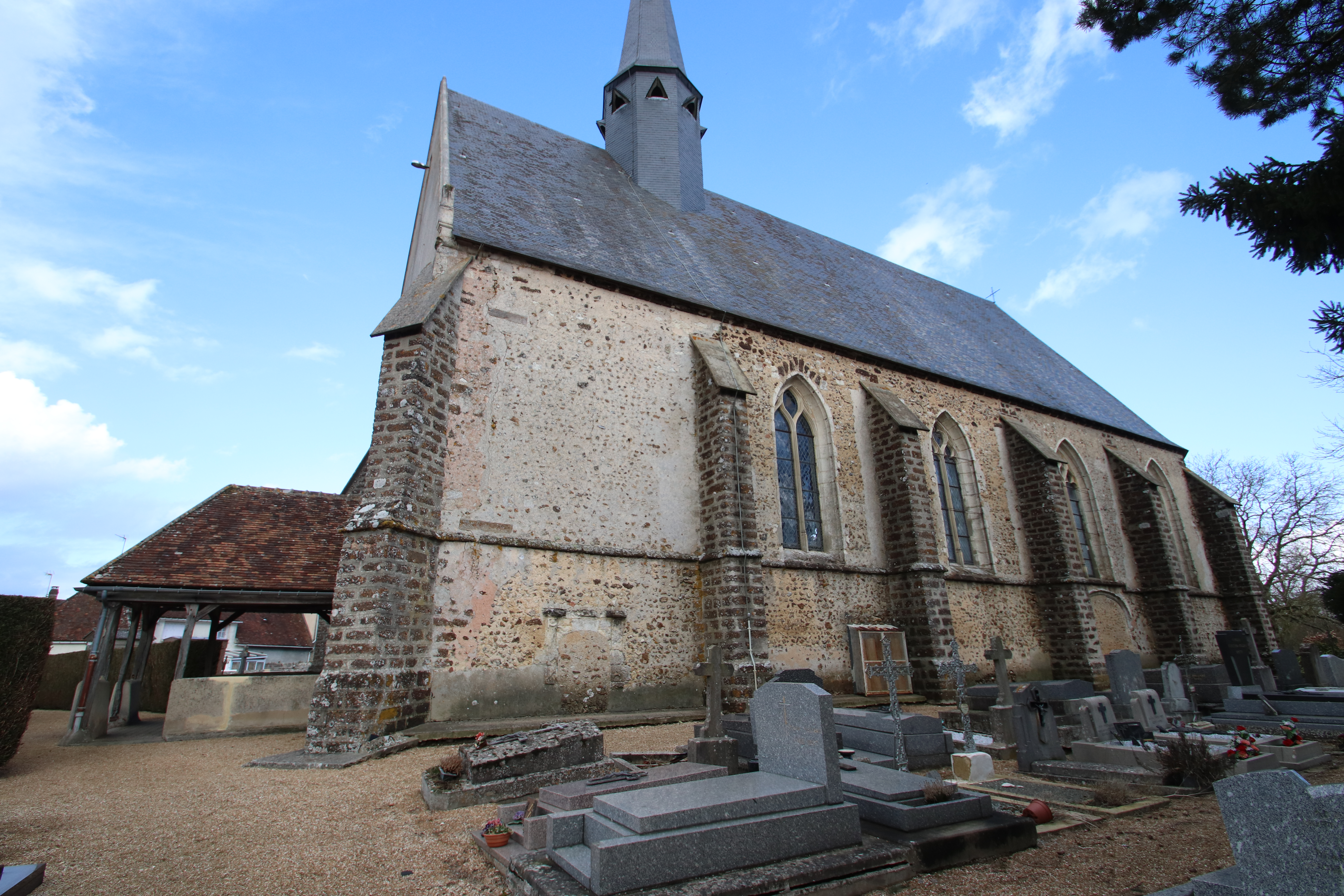
Mur sud.
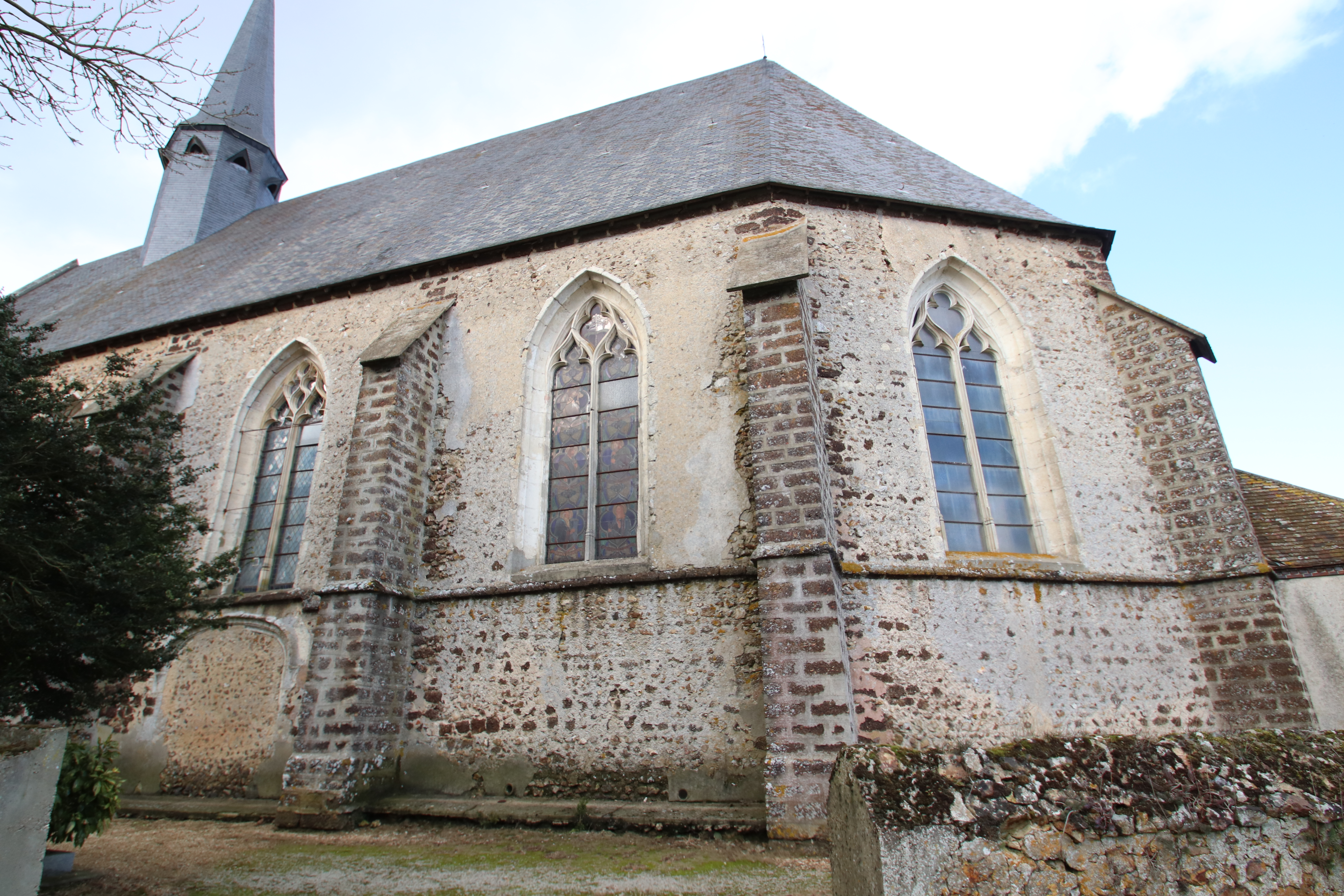
Abside.
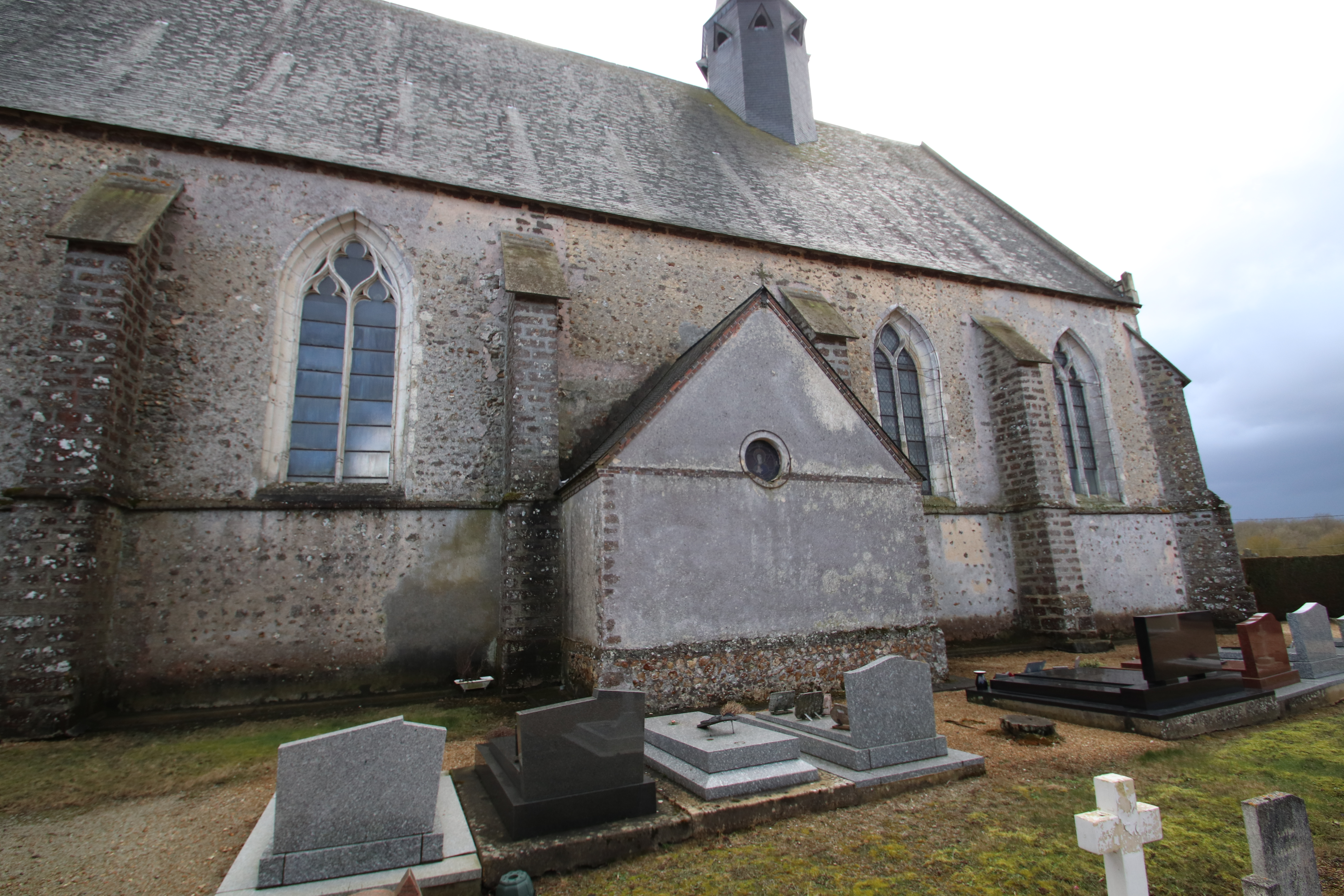
Mur nord.
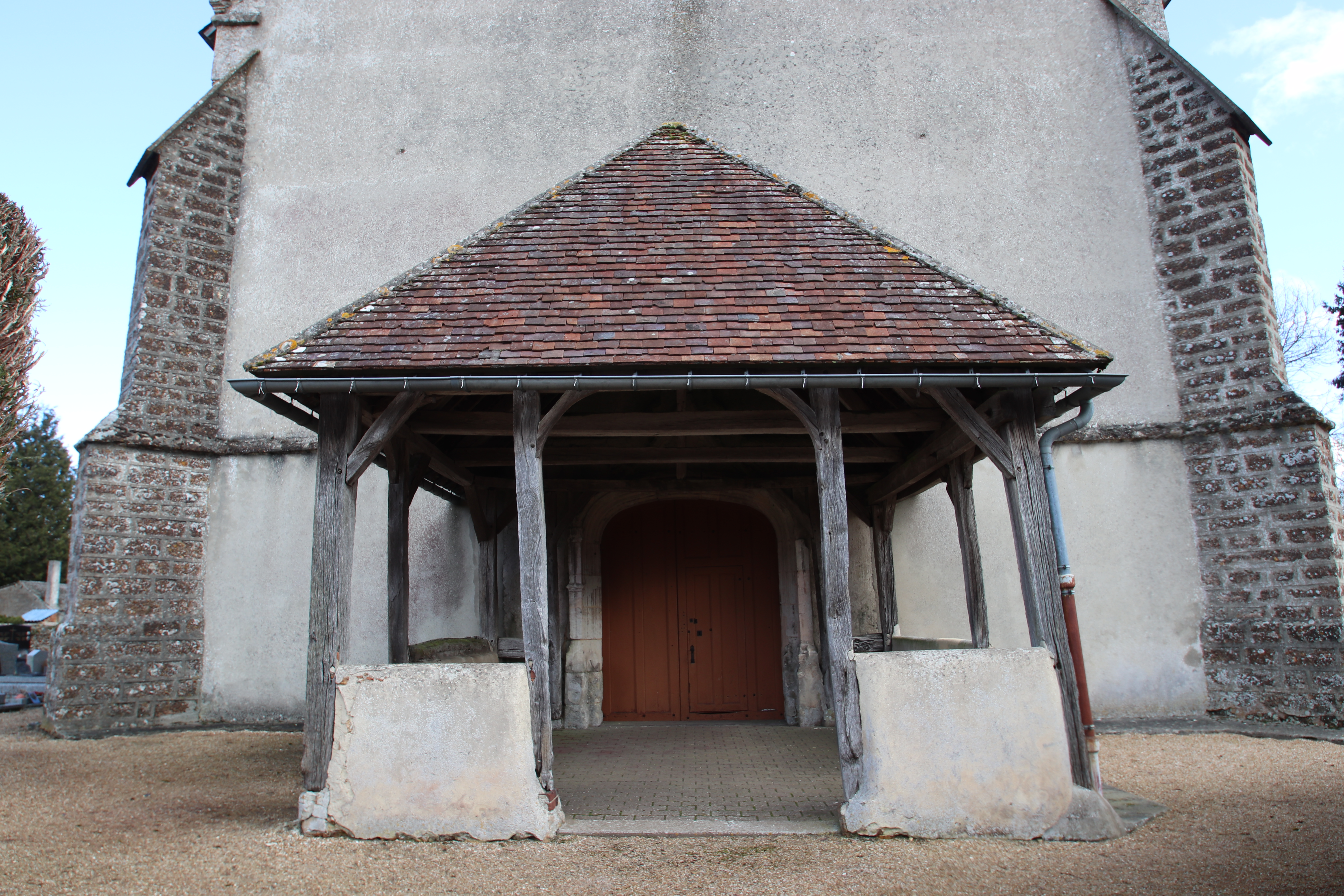
Caquetoire.
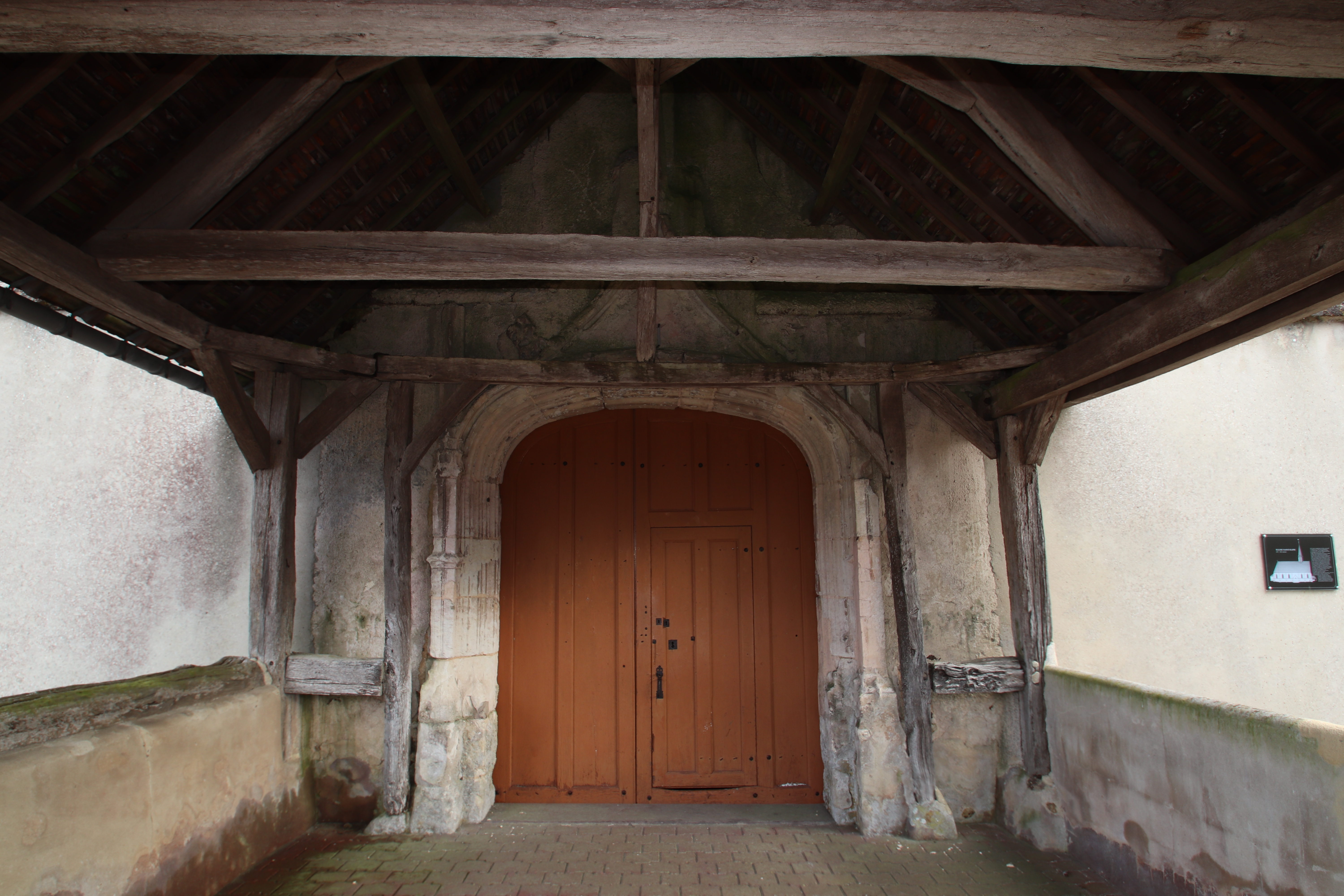
Porte d'entrée.
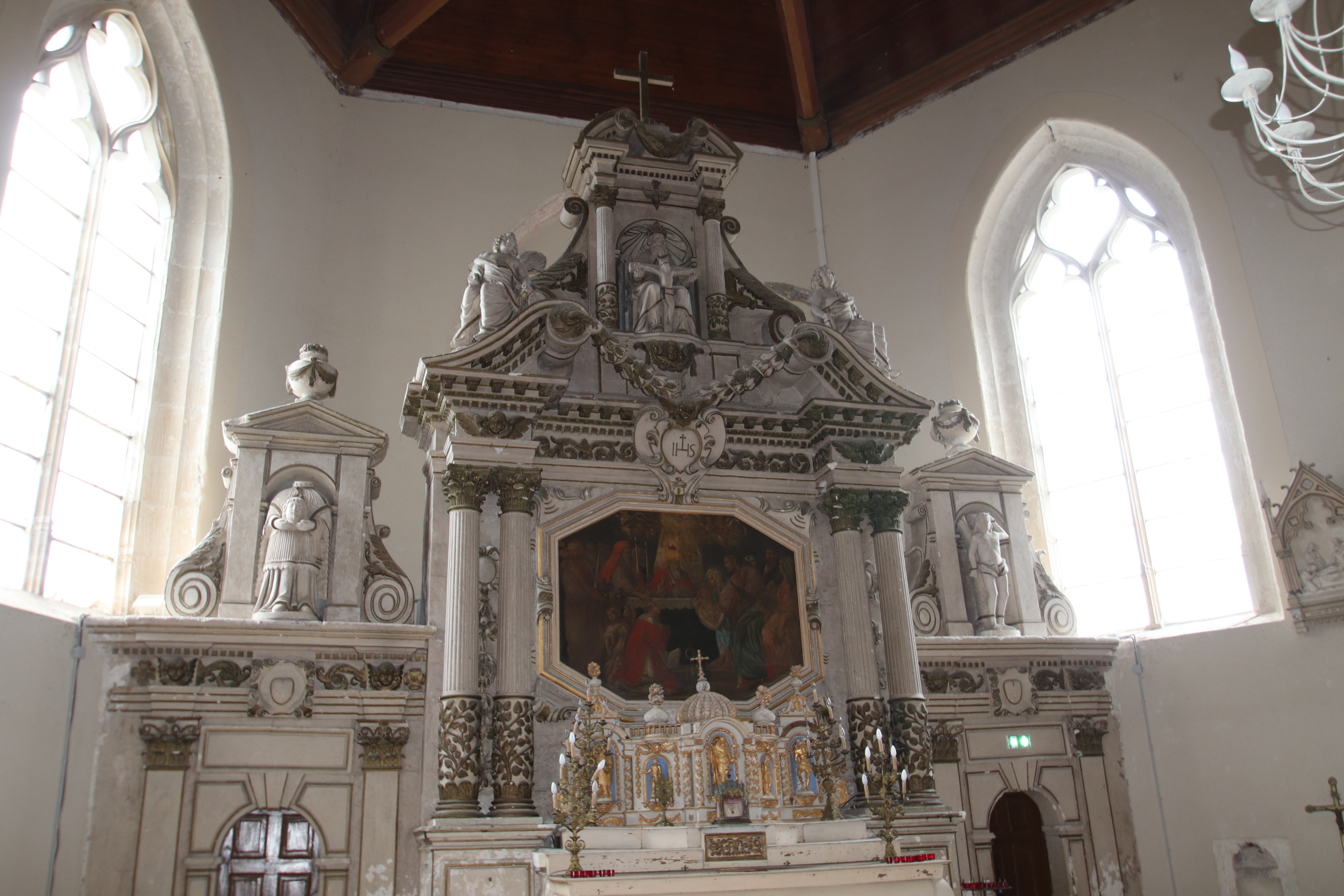
Retable,  Classé MH (2000)[25].

#### Autres lieux et monuments
- Monument aux morts de la guerre franco-allemande de 1870, des deux guerres mondiales et des théâtres d'opérations extérieures (TOE) ;
- Cimetière entourant l'église ;
- Lavoir ;
- Terrains de sports : basket-ball, tennis ;
- Parcours de santé, jeux pour enfants.

Autres lieux et monuments
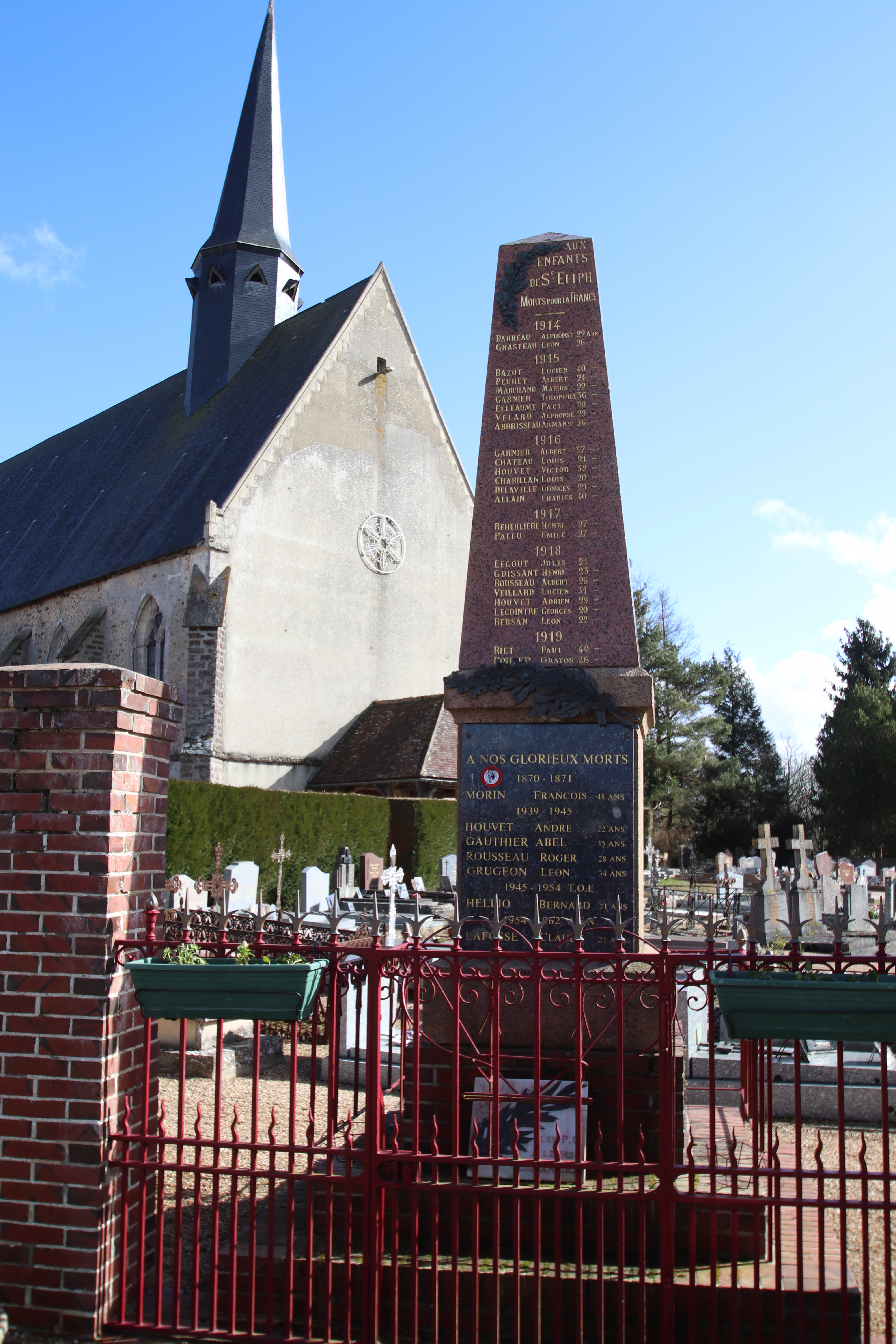
Monument aux morts.
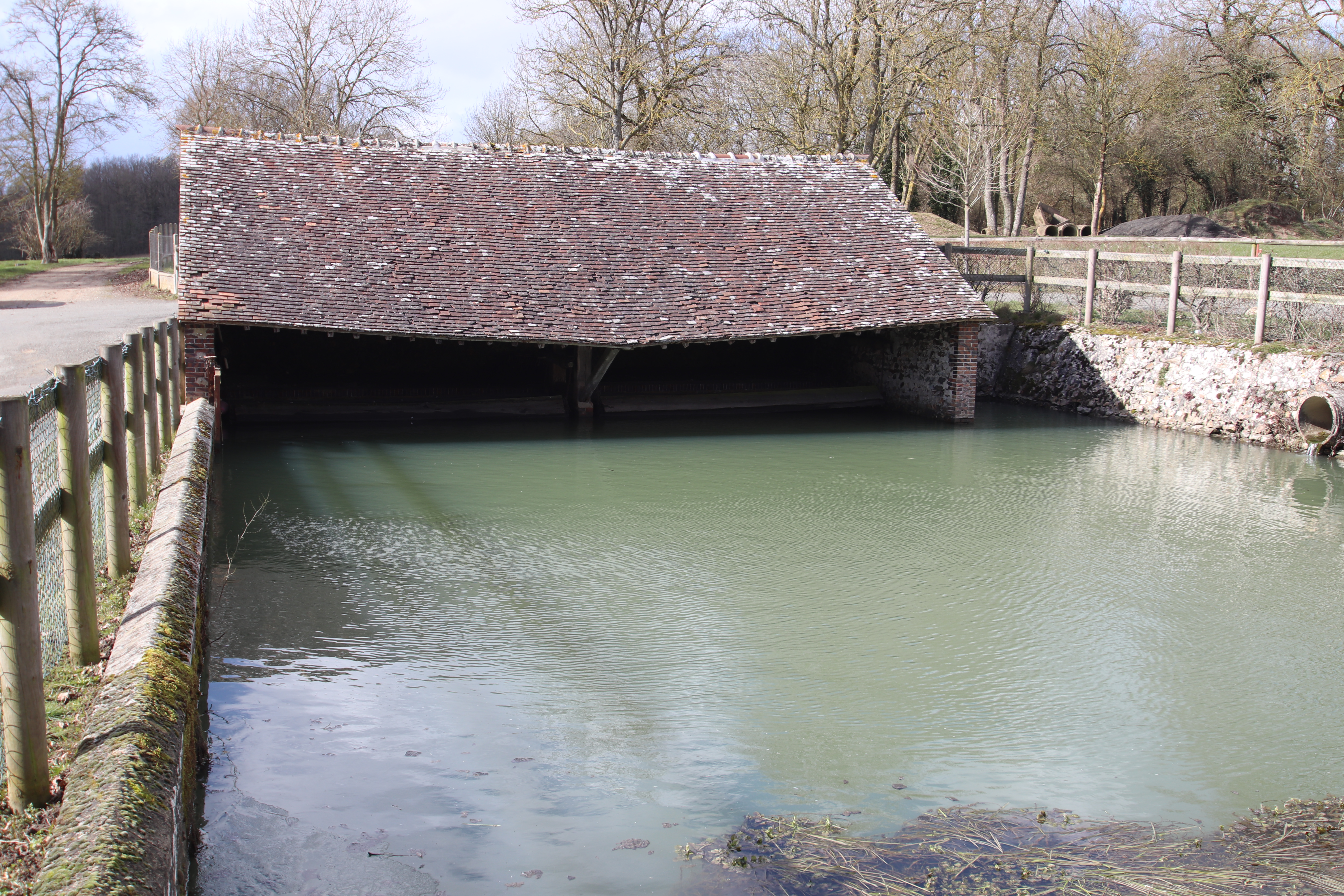
Lavoir.
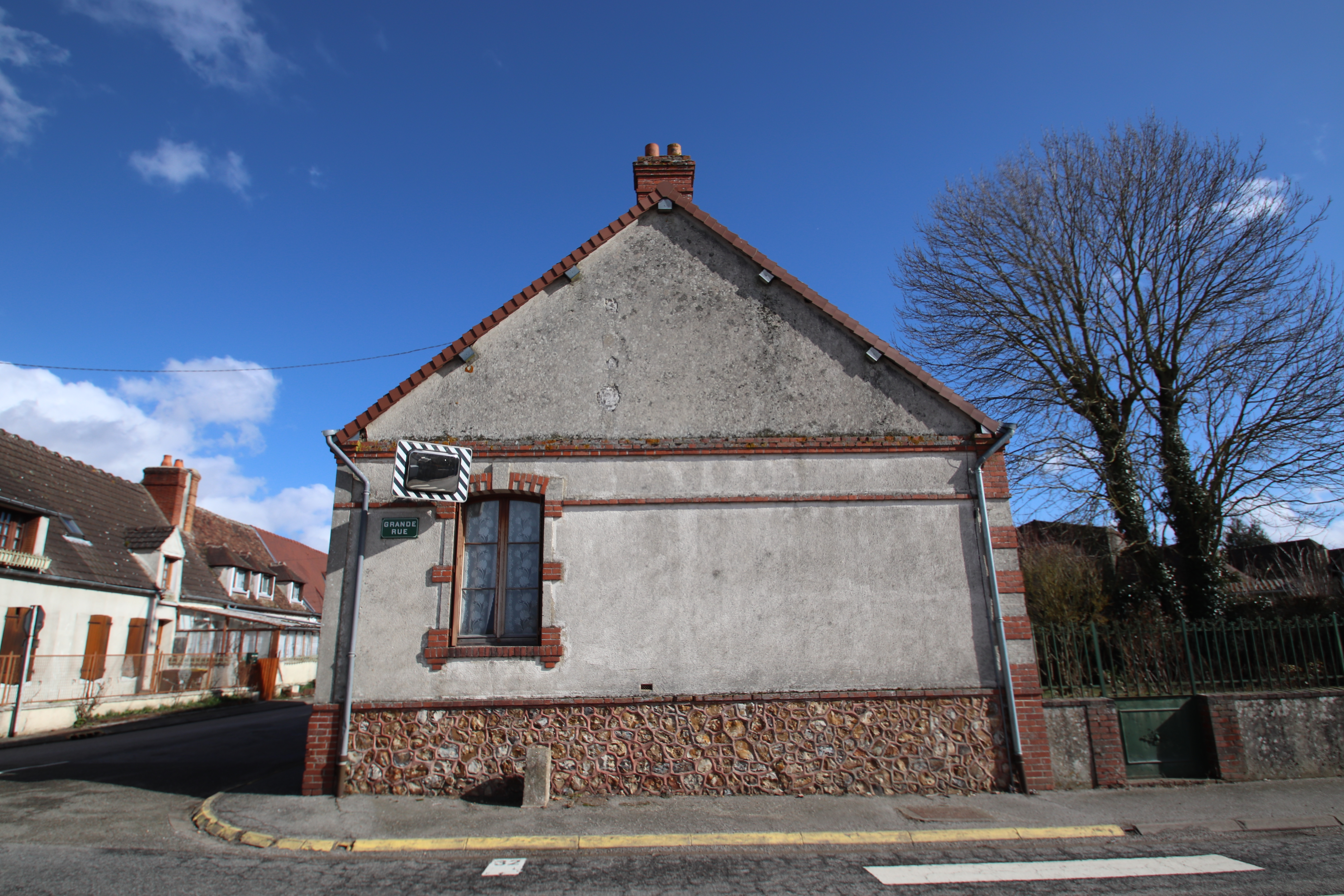
Maisons de la Grande rue.
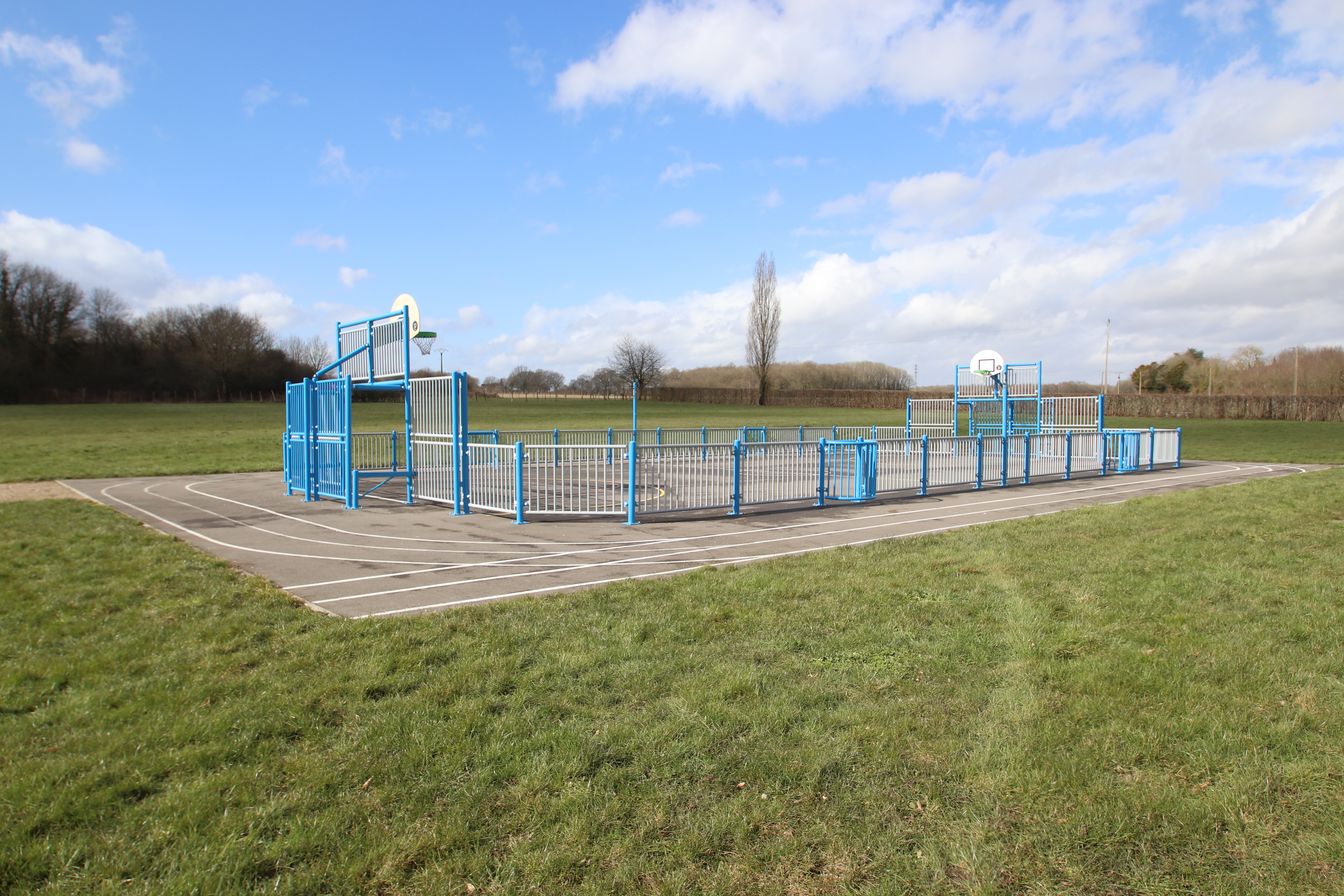
Terrain de basket-ball.
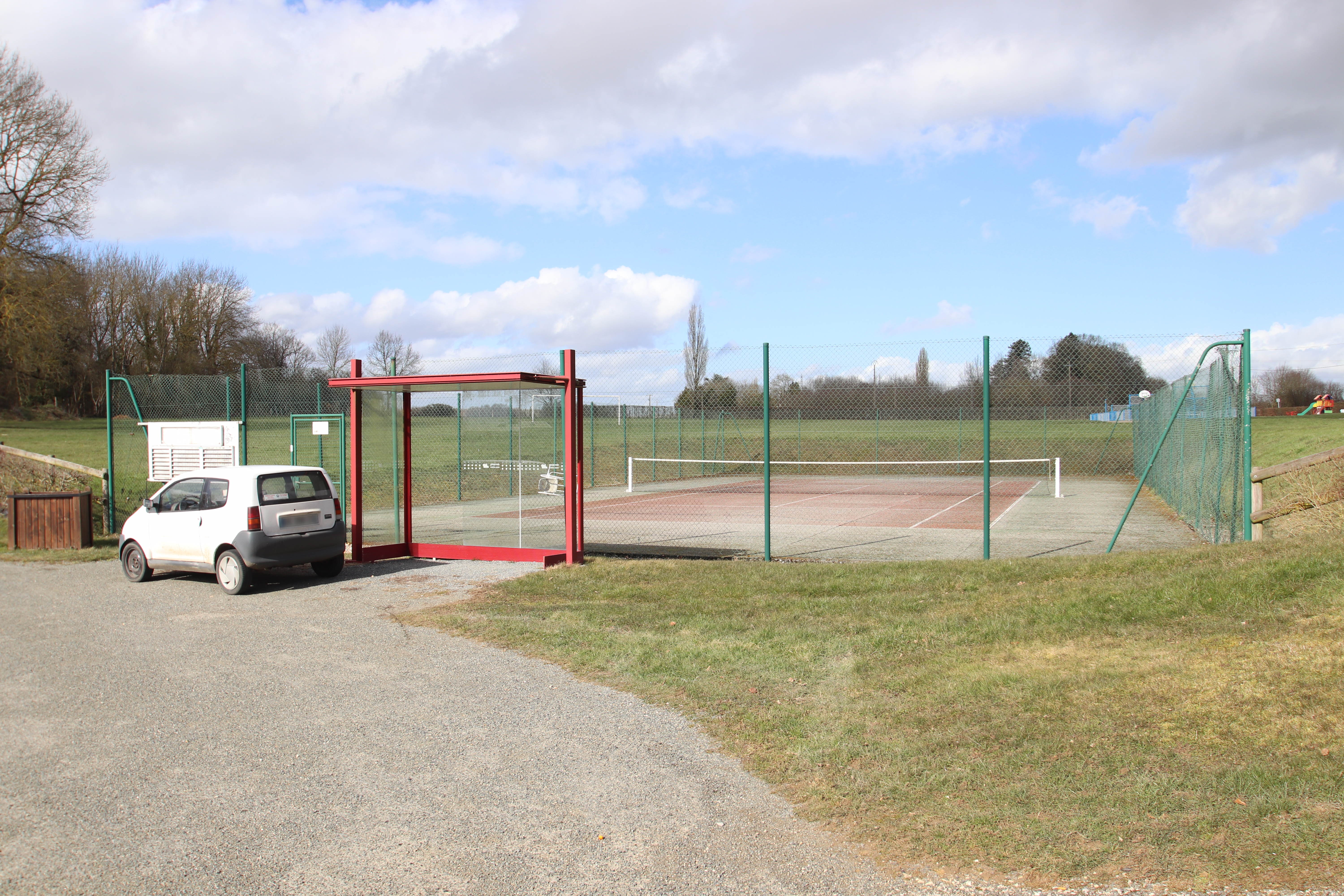
Terrain de tennis.
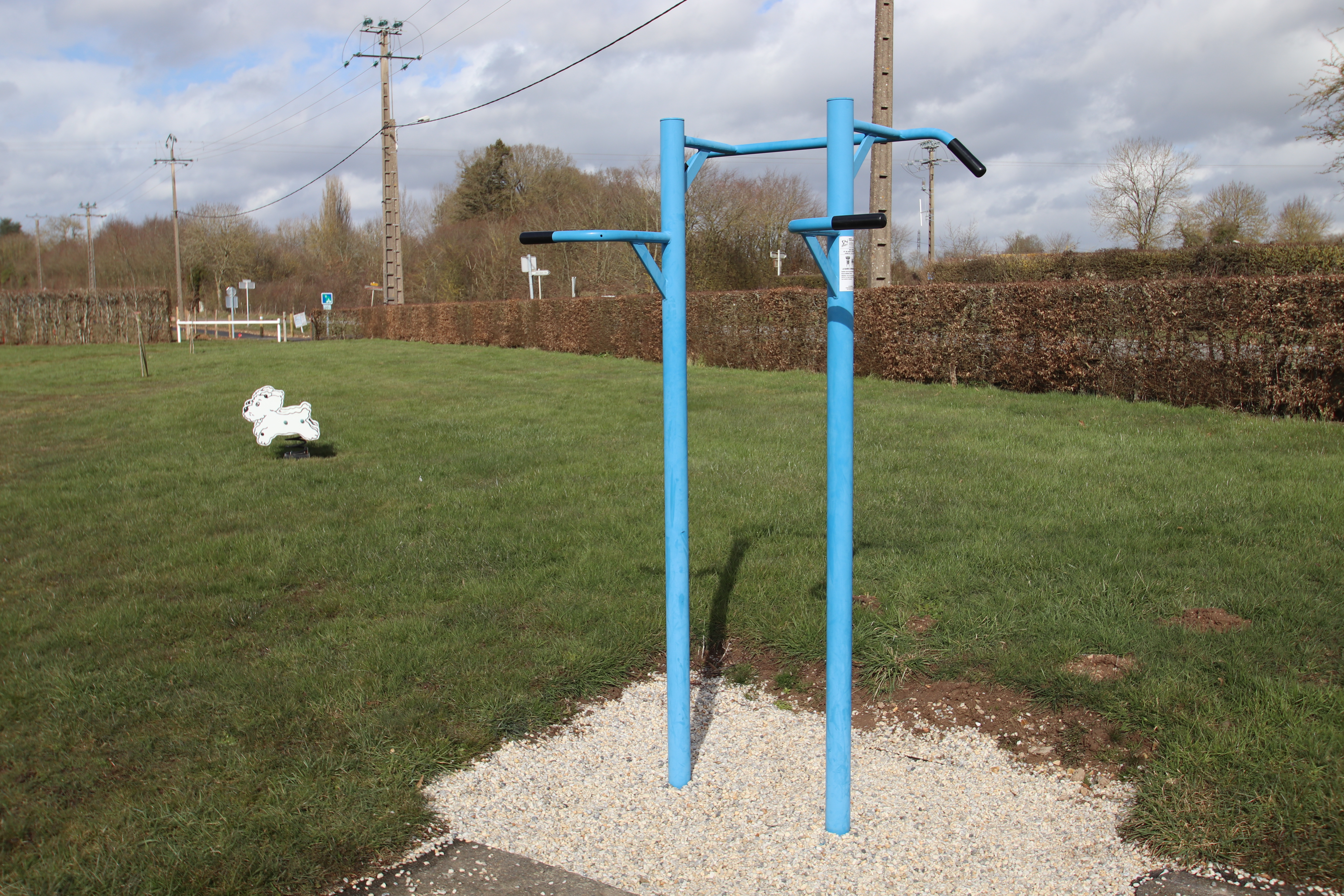
Parcours de santé.
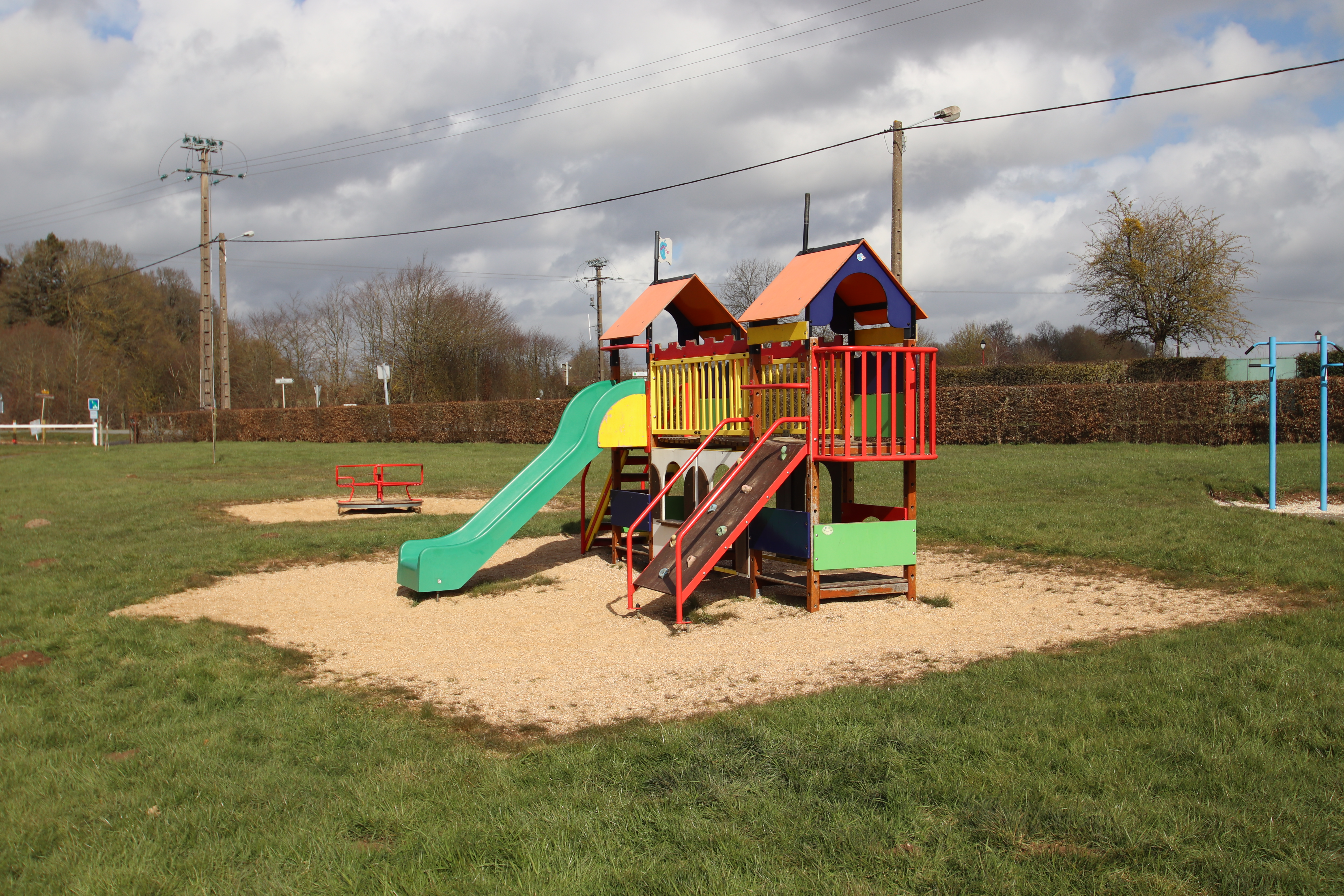
Jeux pour enfants.

### Personnalités liées à la commune
- L'écrivain du siècle des Lumières, Jean-François Dreux du Radier (1714-1780), qui a laissé des ouvrages variés (dictionnaire d'amour, histoire, poésie) est décédé à Saint-Éliph le 1er mars 1780, où il demeurait en sa ferme du Frou. Sa tombe est accolée à l'église du village.